# Teufenthal
Teufenthal (schweizertyska: Düüfetu) är en ort och kommun i distriktet Kulm i kantonen Aargau, Schweiz. Kommunen har 1 748 invånare (2023).